# Gyoerffyella gemellipara
Gyoerffyella gemellipara är en svampart som beskrevs av Marvanová 1975. Gyoerffyella gemellipara ingår i släktet Gyoerffyella, divisionen sporsäcksvampar och riket svampar.   Inga underarter finns listade i Catalogue of Life.